# Haarbürste

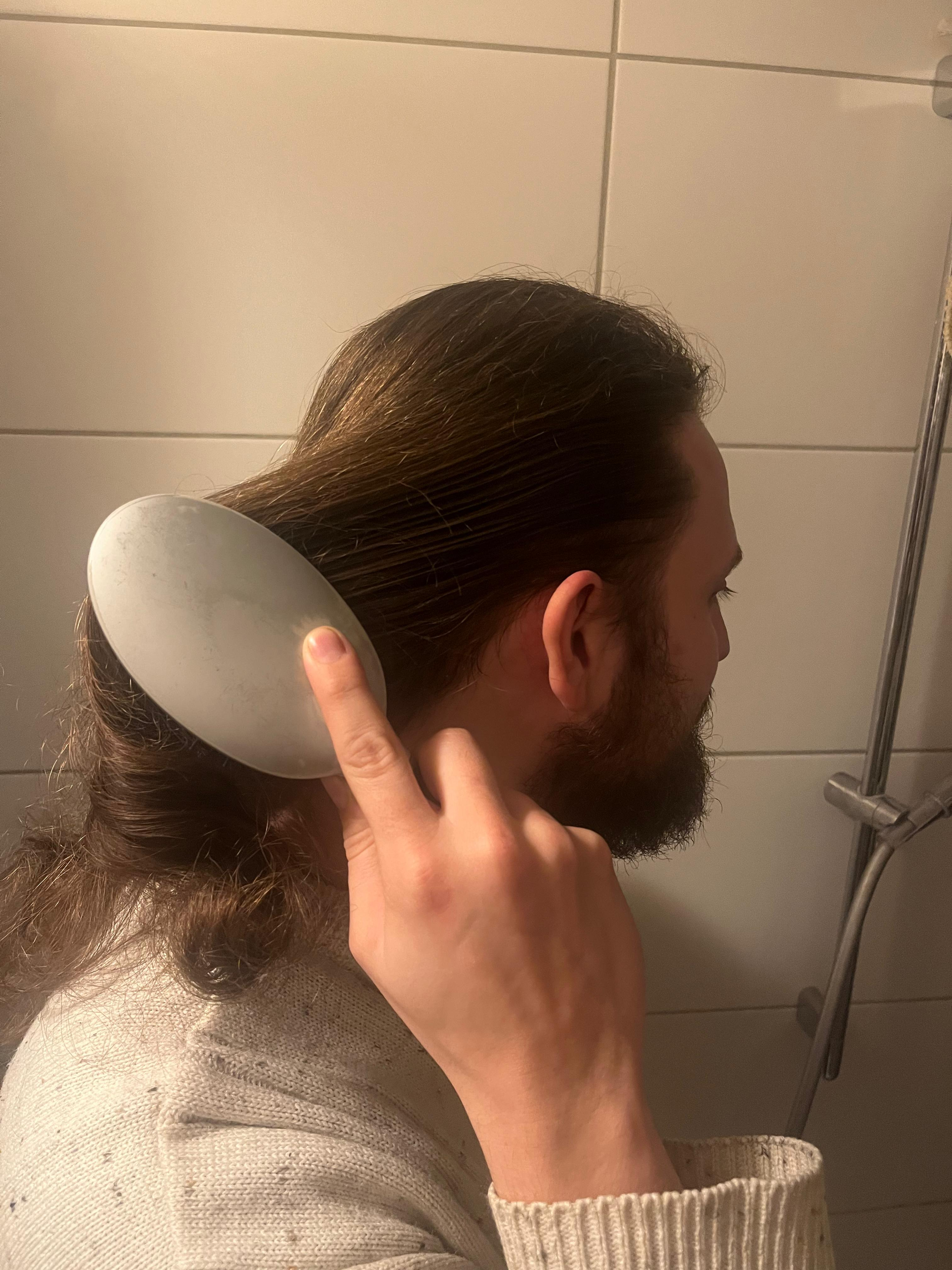
Haarbürste in Gebrauch

Die Haarbürste ist eine Bürste, die speziell als Pflege- und Stylingprodukt für die Haare genutzt wird. Es gibt sie in verschiedenen Formen und Größen und je nach Verwendungszweck und Präferenz kann man zwischen unterschiedlichen Materialien wählen.
Haarbürsten werden zum einfachen Frisieren oder beim Föhnen verwendet. Insbesondere bei der Nutzung in Kombination mit einem Haartrockner muss die Bürste verschiedene Kriterien erfüllen: Sie sollte hitzebeständig sein und darüber hinaus einen guten Luftaustausch ermöglichen, um zu verhindern, dass das Material oder auch die Haare zu großer Hitze ausgesetzt werden.

## Aufbau
Eine Bürste besteht klassisch aus einem Bürstenkörper und Borsten, die auch Einzugsmaterial genannt werden.

### Bürstenkörper
Der Bürstenkörper kann aus Kunststoff bestehen oder auch aus Holz (z. B. Ahorn- oder Bambusholz). Während der Griff in der Regel aus einem dieser Materialien gefertigt ist, oder möglicherweise noch über eine gummierte Oberfläche für bessere Griffigkeit verfügt, kann der Teil des Bürstenkörpers, in den die Borsten eingelassen sind, auch aus Metall bestehen, bzw. damit beschichtet sein. Der Grund hierfür ist eine effizientere Wärmeverteilung beim Föhnen. Für einen besseren Luftaustausch sind die Bürstenkörper teilweise auch mit Luftlöchern oder -schlitzen versehen und auch die Abstände zwischen den Borstenreihen sind dementsprechend abgestimmt.

### Borsten

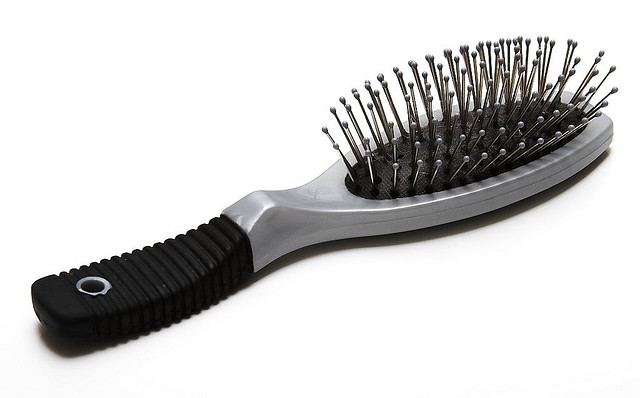
Haarbürste mit Metallborsten

Für die Borsten gibt es verschiedene Materialien die verwendet werden:
Kunststoffborsten (z. B. Nylon)

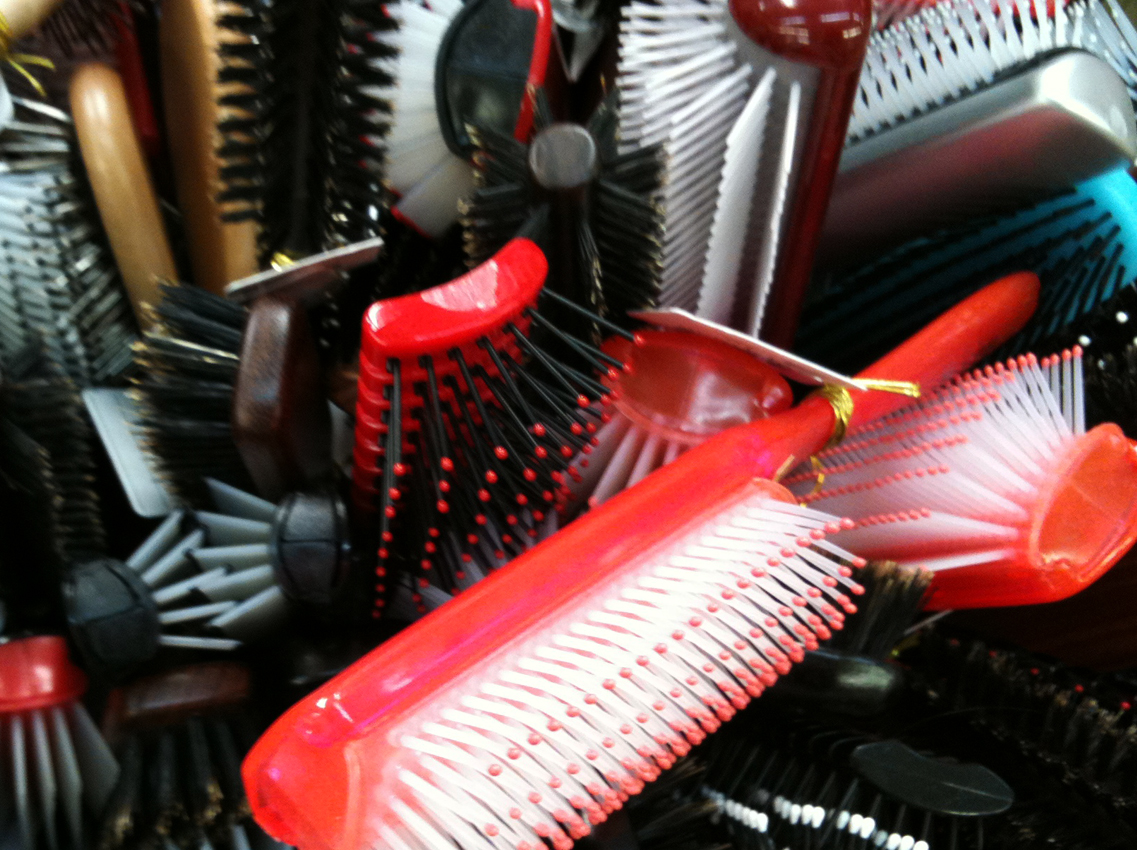

Durch die glatte Oberfläche der Borsten von Kunststoffborsten können sich weniger Mikroorganismen ansammeln und sind dadurch hygienischer. Kunststoffborsten sind unempfindlicher gegen Hitze, Nässe und Friseurchemikalien. Es können sich allerdings besonders feine und/oder krause Haare am Übergang dieser Kügelchen zur Borste verhaken und so abreißen, schonender können entgratete Borsten mit abgerundeter Spitze ohne weitere Aufsätze sein. Bürsten können entweder eines dieser Einzugsmaterialien, oder auch eine Kombination aufweisen.
Tierische Borsten (z. B. Wildschweinborsten)

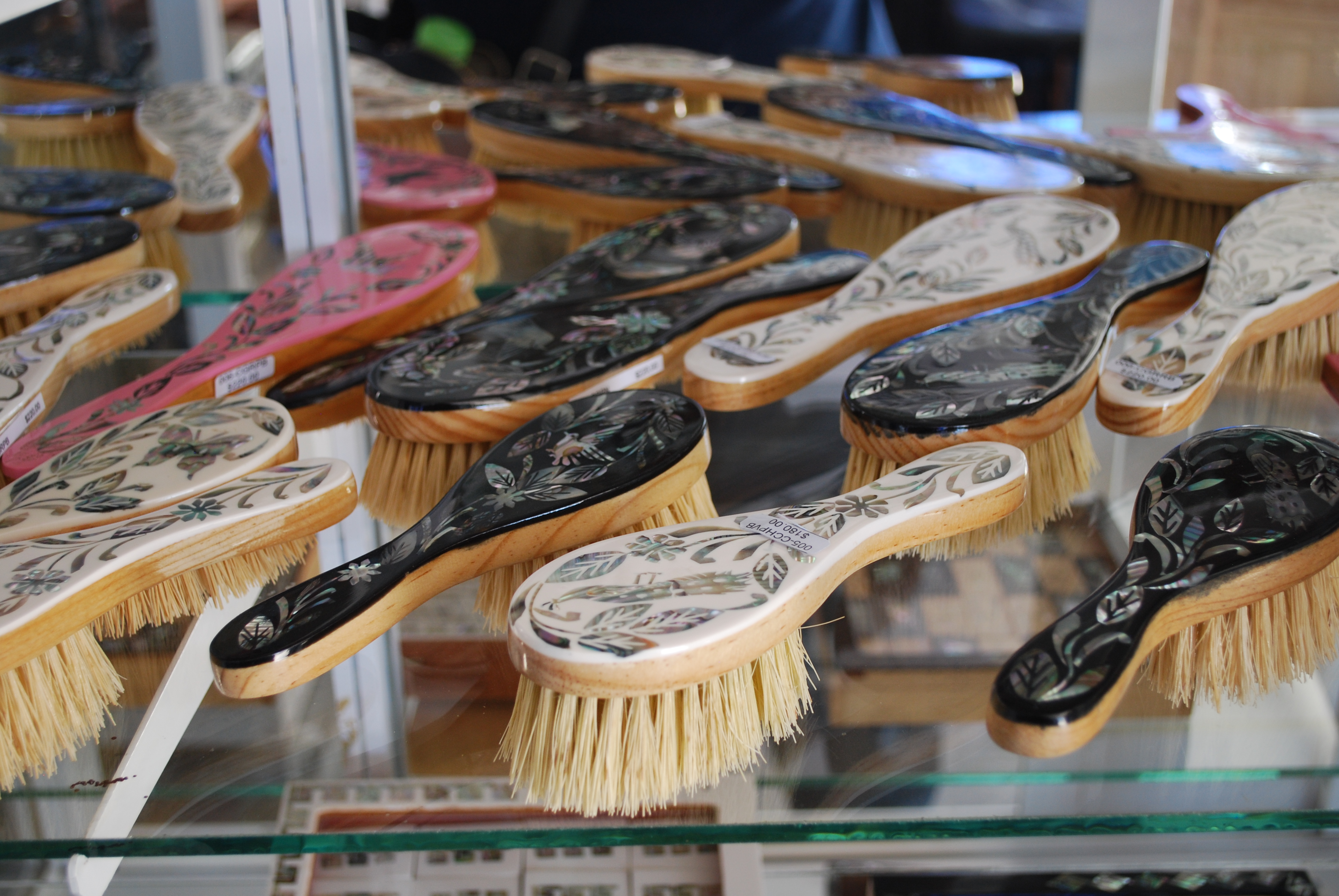

Wildschweinborsten bestehen aus Keratin und sind somit aus demselben Material wie das menschliche Haar. Durch die schuppenartige, poröse Oberfläche, können sie Staub und Fett gut aufnehmen. Wildschweinborsten besitzen eine hohe Elastizität und wirken antistatisch.
Stahlstifte am Ende mit runden Kunststoffnoppen versehen
Gewachste Holzstifte (z. B. Buchenholz)

## Formen

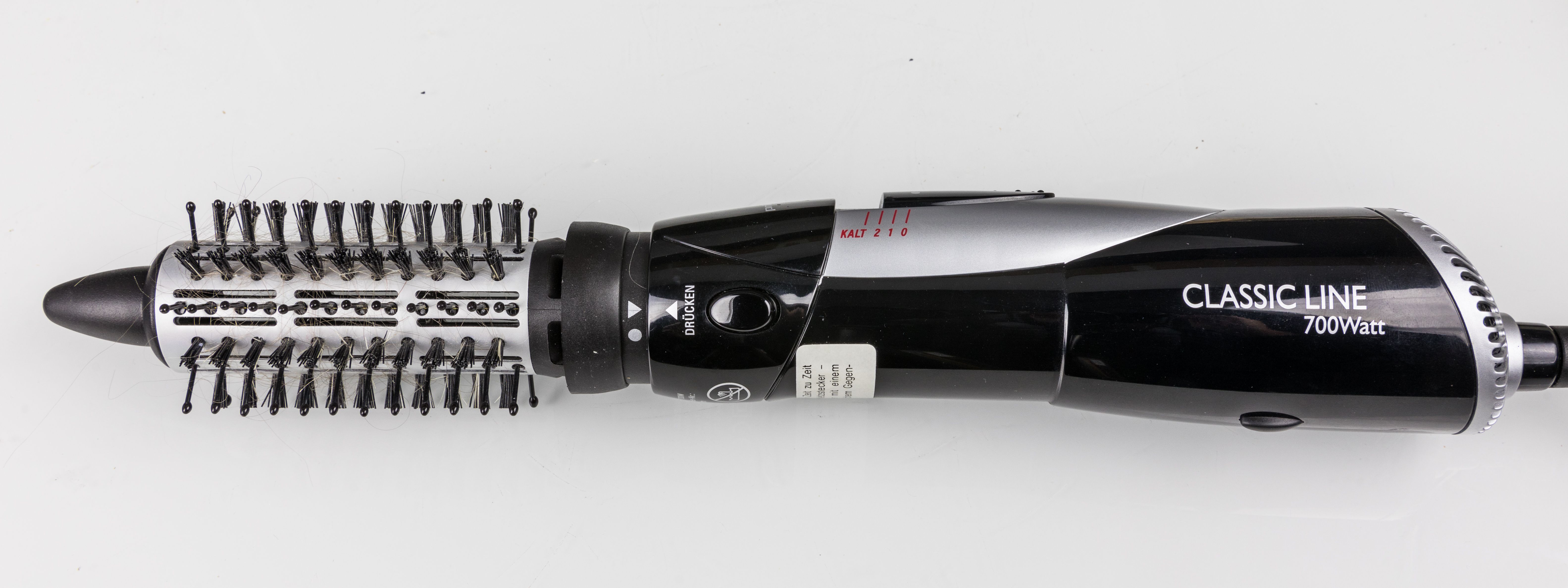
Föhnbürste

Es gibt Bürsten in den unterschiedlichsten Formen, z. B. rund, flach oder oval.

### Paddlebürste
Die Paddlebürste ist, wie der Name schon vermuten lässt, ähnlich wie ein Paddel geformt, flach und oft mit einer großen Fläche, in der die Borsten eingelassen sind. Diese Form eignet sich als Föhnbürste, da die Haarpartie breit aufgefächert wird.
Die Borsten sind häufig nicht einfach in den Bürstenkörper eingelassen, sondern in ein Gummikissen, das beim Bürsten der Haare nachgibt und somit schonend zu Haar und Kopfhaut ist.

### Rundbürste

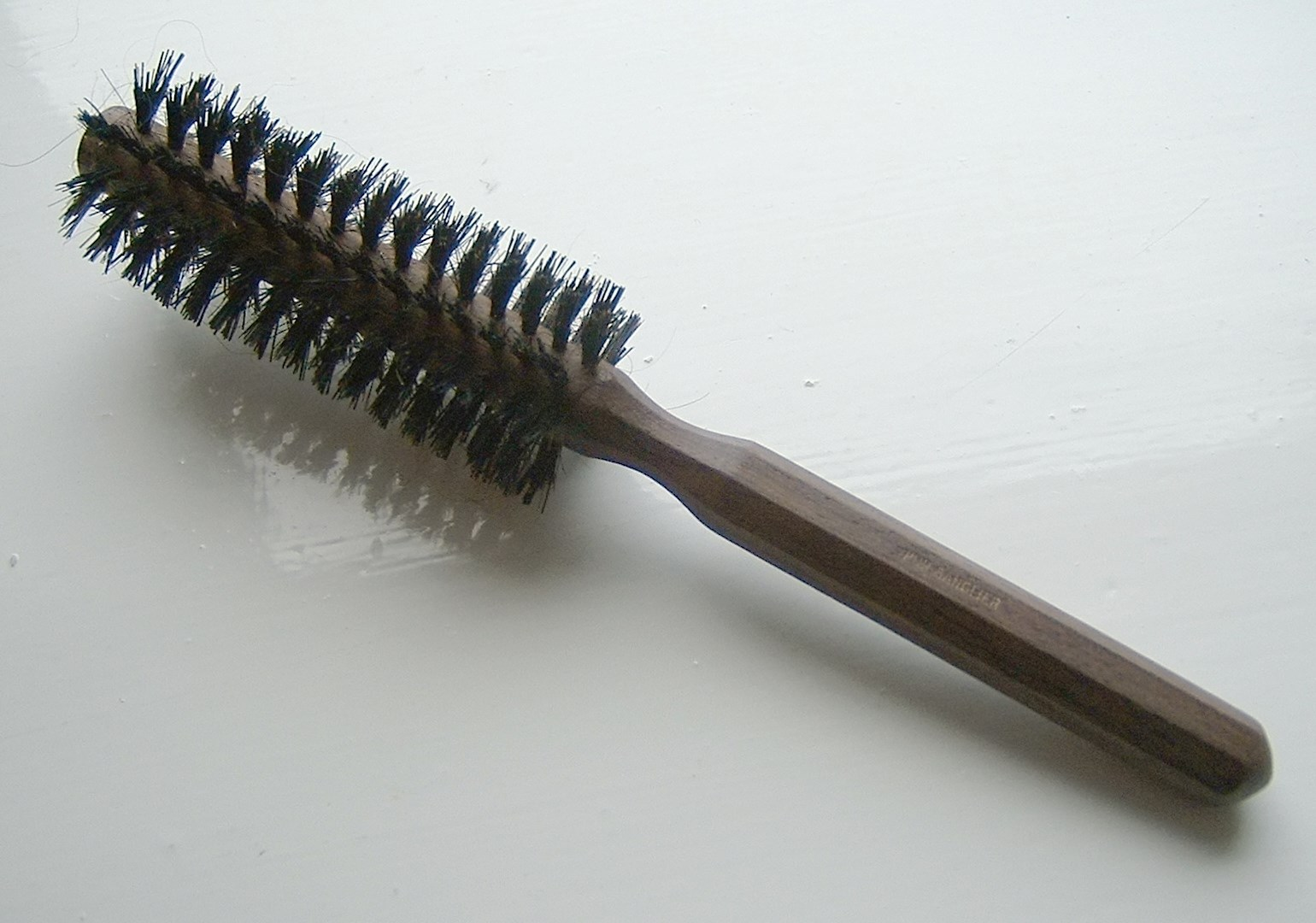
Rundbürste

Will man mehr Volumen erzeugen, empfiehlt sich eine Rundbürste, bei der die Haare über die Bürste gelegt und eingedreht werden. Dadurch können sie unter mehr Spannung geföhnt werden und erhalten durch das Eindrehen Volumen. Außerdem kann man so auch beeinflussen, ob die Haarspitzen nach außen oder innen fallen.

### Skelettbürste
Die Skelettbürste, auch Ventbürste genannt, besteht in der Regel komplett aus Kunststoff und verfügt über viele luftdurchlässige Zwischenräume.

### Klappbürste
Klappbürsten sind so konstruiert, dass sie zusammengeklappt bequem mitgenommen werden können, beispielsweise in einer Handtasche oder auf Reisen. Bei einigen Modellen kann lediglich der Griff eingeklappt werden, bei anderen Bürsten lassen sich die in ein Gummikissen eingearbeiteten Borsten nach innen klappen. Wieder andere Modelle sind in ein Kästchen integriert, teilweise mit integriertem Spiegel, in welchem die Borsten beim Zuklappen komplett verschwinden.